# Drag Race Belgique
Drag Race Belgique è un programma televisivo belga in lingua francese, di genere reality, in onda su Tipik e sulla piattaforma streaming Auvio a partire dal 2023.
Il programma è basato sul format del programma statunitense RuPaul's Drag Race. Come nella versione originale, le concorrenti devono mostrare le loro doti d'intrattenitrici cimentandosi in varie sfide. Ogni settimana le loro performance vengono valutate da vari giudici: tra essi quelli fissi sono la drag queen nonché presentatrice Rita Baga, Lufy, Mustii, mentre i giudici ospiti variano ogni settimana. Al termine dell'episodio una concorrente viene eliminata; tra le ultime rimaste verrà scelta e incoronata Belgique's Next Drag Superstar, che riceverà una serie di premi.

## Format
Il casting viene annunciato online e chi vuole partecipare al programma deve mandare un provino formato video. Per poter prendere parte al programma è necessario avere 18 o più anni. Le persone transgender possono partecipare al programma e, nel corso delle stagioni classiche, alcune concorrenti hanno dichiarato apertamente il loro stato di transgender.

### Puntate
Ogni puntata si divide, generalmente, in tre fasi:
- La mini sfida: in ogni mini sfida alle concorrenti viene chiesto di svolgere una gara con caratteristiche e tempi differenti.
- La sfida principale: in ogni sfida principale alle concorrenti viene chiesto di svolgere una prova, generalmente sono gare individuali. La vincitrice della sfida riceve un premio, che consiste in vestiti, gioielli, cosmetici e altro ancora.
- L'eliminazione: tutte le concorrenti vengono chiamate davanti ai giudici. In questa fase le varie concorrenti vengono giudicate. La migliore della puntata viene dichiarata vincitrice ricevendo un premio. Le ultimi due invece devono sfidarsi esibendosi in playback con una canzone assegnata all'inizio di ogni puntata. La peggiore verrà eliminata dalla competizione con la famosa frase pronunciata  "Sashay away" e lascia un messaggio scritto con il rossetto sullo specchio della sala dove si svolgono le riprese; la vincitrice, al contrario, viene celebrata con la frase "Shantay you stay", e può continuare la competizione.

## Giudici
I giudici danno la loro valutazione sui vari concorrenti, esprimendo le loro opinioni circa ciò che accade sul palcoscenico principale. 

### Giudici fissi
| Giudice   | Edizioni | Edizioni |
| Giudice   | 1        | 2        |
| --------- | -------- | -------- |
| Rita Baga | Fisso    | Fisso    |
| Lufy      | Fisso    |          |
| Mustii    | Fisso    | Fisso    |
| Lio       | Ospite   | Fisso    |

- Rita Baga (edizione 1-in corso), drag queen franco-canadese attiva principalmente in Canada, nel 2020 ha preso parte alla prima edizione di Canada's Drag Race e, successivamente, all'edizione internazionale Canada vs the World.[3][4]
- Mustii (edizione 1-in corso), cantautore ed attore belga, ha recitato in molte serie televisiva franco-belga per poi debuttare come cantante a partire dal 2014.[4][5]
- Lio (edizione 2-in corso) cantante e attrice belga di origini portoghese, ha raggiunto la popolarità negli anni '80 grazie ai singoli Le banana split e Amoureux solitaires. Entra nel cast del programma a partire dalla seconda edizione.[6] Prima di essere uno dei giudici fissi, è stata una dei giudici ospiti durante la prima edizione.

#### Ex giudici
- Lufy (edizione 1), blogger e personaggio televisivo italo-belga, ha debuttato prima pubblicando video su YouTube, per poi spostarsi a condurre vari programmi per RTBF.[4][5]

### Untucked
Durante ogni puntata di Drag Race Belgique viene seguito un intermezzo di Untucked nel quale vengono mostrate scene inedite della competizione e il backstage del programma.

## Premi
Anche in questa versione del programma, la vincitrice riceve dei premi. I premi in palio per la prima edizione sono:
1ª edizione:
- 20000 €
- Una corona e uno scettro di Aster LAB Jewels

2ª edizione:
- 20000 €
- Una fornitura di cosmetici per un anno della NYX Professional Makeup
- Una corona e uno scettro di Aster LAB Jewels

## Edizioni
| Edizione | Concorrenti | Episodi | Prima TV Belgio | Prima TV Italia | Vincitrice   | Miss Simpatia |
| -------- | ----------- | ------- | --------------- | --------------- | ------------ | ------------- |
| 1ª       | 10          | 8       | 2023            | inedita         | Drag Couenne | Valenciaga    |
| 2ª       | 9           | 8       | 2024            | inedita         | Alvilda      | Star          |

### Prima edizione
La prima edizione di Drag Race Belgique è andata in onda in Belgio dal 16 febbraio al 6 aprile 2023 sulla canale televisivo Tipik. Il cast viene annunciato il 25 gennaio 2023. Dieci drag queen, provenienti da diverse parti del Belgio, si sfidano per entrare nella Drag Race Hall of Fame.
Drag Couenne, vincitrice dell'edizione, ha guadagnato come premio 20000 €, una corona e uno scettro di Aster Lab Jewels.

### Seconda edizione
La seconda edizione del programma è stata confermata l'8 maggio 2023, con l'apertura dei relativi casting. A partire da questa edizione la cantante belga Lio, già giudice ospite durante la prima edizione, entra a far parte dei giudici del programma, prendendo il posto di Lufy, che lascia il programma per seguire altri progetti televisivi. Il cast viene annunciato il 16 gennaio 2024. Nove drag queen, provenienti da diverse parti del Belgio, si sfidano per entrare nella Drag Race Hall of Fame.
Alvilda, vincitrice dell'edizione, ha guadagnato come premio 20000 €, una fornitura di cosmetici per un anno della NYX Professional Makeup, una corona e uno scettro di Aster Lab Jewels.

## Concorrenti
Le concorrenti che prendono parte al programma nella prima edizione sono (in ordine di eliminazione):
| Edizioni | Vincitrice   | Finaliste         | 3°                    | 4°                    | 5°           | 6°         | 7°         | 8°             | 9°           | 10°                  |
| -------- | ------------ | ----------------- | --------------------- | --------------------- | ------------ | ---------- | ---------- | -------------- | ------------ | -------------------- |
| 1ª       | Drag Couenne | Athena Sorgelikis | Susan                 | Mademoiselle Boop     | Peach        | Valenciaga | Mocca Bone | Edna Sorgelsen | Amanda Tears | Brittany Von Bottoks |
| 2ª       | Alvilda      | La Veuve          | Gabanna Loulou Velvet | Gabanna Loulou Velvet | Chloe Clarke | Star       | Morphæ     | Madame Yoko    | Sarah Logan  |                      |

Legenda:
     La concorrente è stata nominata Miss Simpatia
     La concorrente si è ritirata dalla competizione.

## Musiche
Quasi tutte le canzoni utilizzate nelle varie edizioni provengono dagli album di RuPaul, fanno eccezione le canzoni utilizzate per il playback alla fine delle puntate.

### Palcoscenico principale
Le canzoni utilizzate durante la presentazione degli outfit dei concorrenti sono state:
- Sissy That Walk tratto da Born Naked (1ª edizione)
- New Friends Silver, Old Friends Gold tratto da New Friends Silver, Old Friends Gold EP (2ª edizione)

### Altre musiche
Nel corso del programma sono stati rilasciati vari singoli promozionali:
- Fierce Remix - Athena Sorgelikis, Drag Couenne e Susan (1ª edizione)
- Attitude (SLYC Remix) - Chloe Clarke, Loulou Velvet, Madame Yoko e Star (2ª edizione)
- Be Yourself (Identitties Remix) - Alvilda, Gabanna, La Veuve e Morphæ (2ª edizione)
- L'union fait la force Remix - Alvilda, Gabanna, La Veuve e Loulou Velvet (2ª edizione)